# Скибинский, Валентин Афанасьевич
Валентин Афанасьевич Скибинский (4 января 1921 — 1989, Омск) — советский хоккеист и футболист, нападающий (в футболе — полузащитник), тренер.

## Биография
Воспитанник челябинского хоккея. С сезона 1948/49 играл за «Динамо» (Челябинск) в чемпионате РСФСР и первой лиге СССР, в сезоне 1949/50 — старший тренер «Динамо». В сезоне 1950/51 выступал в высшей лиге за челябинский «Дзержинец».
С 1951 года до конца игровой карьеры выступал за московский «Спартак», в первой команде в высшей лиге и в клубной команде в соревнованиях КФК.
После окончания игровой карьеры стал тренером и в течение двух сезонов возглавлял омский «Спартак» (1958—1960). Чемпион РСФСР сезона 1958/59. Затем работал в Омске с клубами низших лиг и детско-юношескими командами. Также в течение одного сезона возглавлял брянское «Динамо» (1965/66). В 1967—1969 годах снова возглавлял ведущий омский клуб, теперь носивший название «Каучук».
В футболе выступал за челябинское «Динамо» (1948—1950) в классе «Б» и соревнованиях КФК. Входил в тренерский штаб омского «Иртыша».
После окончания тренерской карьеры работал в Брянском сельскохозяйственном институте проректором по хозяйственно-административной части.
Скончался в 1989 году. Похоронен в с. Кокино Брянской области.